# Louisa May Alcott

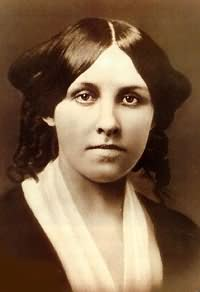
Louisa May Alcott.

Louisa May Alcott, född 29 november 1832 i Germantown nära Philadelphia i Pennsylvania, död 6 mars 1888 i Boston i Massachusetts, var en amerikansk författare av ungdomsböcker. Hon är mest känd för romanen Unga kvinnor (Little Women) från 1868.

## Biografi
Alcott var dotter till filosofen och pedagogen Amos Bronson Alcott (1799–1888), som tillhörde den krets av kulturpersonligheter som inbegrep namn som Henry David Thoreau, Ralph Waldo Emerson och Nathaniel Hawthorne. Eftersom fadern ägnade sig åt frågor som uppfostran, moral och naturnära, vegetarisk livsstil, kom Louisa Alcott att växa upp ytterst enkelt och med begränsad frihet. Familjen tog också tidigt ställning mot de svartas slaveri i USA.
Redan 1851 började Alcott skriva under pseudonym i olika tidskrifter. Tidningsnovellerna var i den populära skräckromantiska stilen och blev mycket publicerade. År 1855 utgavs för första gången en bok under eget namn, "Blomfabler" (Flower Fables); boken tillägnades författaren Ralph Waldo Emersons dotter. Samma år kom boken Fairy Tales.
När det amerikanska inbördeskriget började 1861 avstannade all verksamhet för kvinnans rättigheter i USA. Många kvinnor som tidigare kämpat för likställdhet engagerade sig nu istället för krigsfrågor och Alcott var en av dem. Hon reste till Washington, D.C. som sjuksköterska "ifall man har någon användning av mig", som hon uttryckte det. Efter en kortare tid insjuknade hon emellertid i kvicksilverförgiftning och fick lämna sin tjänst. Resten av sitt liv plågades hon av sviterna av sjukdomen. Under sin tid som sjuksköterska skrev hon Hospital Sketches, som utkom 1863.
Under sitt relativt korta liv hann Alcott med att skriva romaner för alla åldrar, men den bok hon är mest känd för är Unga kvinnor (Little Women) från 1868. Den boken gjorde henne i ett slag berömd över hela västvärlden. Romanen är i stort självbiografisk. De fyra systrarna March hon berättar om är hennes egen syskonskara och flickan Jo är ett självporträtt. Till skillnad från andra böcker vid den här tiden är skildringen av de unga kvinnorna psykologiskt mycket träffsäker. Texten har en frisk och humoristisk stil och bryter mot all sentimentalitet och moraliserande som annars är typisk i amerikansk barnlitteratur.
Andra böcker av Alcott är Våra vänner från ifjol (uppföljaren till Unga kvinnor), Gosskolan i Plumfield, De forna skolgossarna i Plumfield, En krona bland flickor (1875), En ädel kvinna och Rosa eller de åtta kusinerna, som inleder en hel svit av böcker om Rosa. Hon skrev även ett antal novellsamlingar och teaterpjäser.
Louisa May Alcott avled den 6 mars 1888 i sviterna av kvicksilverförgiftning; två dagar tidigare hade hennes far avlidit.